# Eleição municipal de São José de Ribamar em 2020
A eleição municipal de São José de Ribamar em 2020 ocorreu em 15 de novembro de 2020. O prefeito titular era Eudes Sampaio (PTB), que tentou a reeleição. Júlio Matos (PL) foi eleito prefeito no primeiro turno.

## Resultado da eleição para prefeito

### Primeiro turno
| Candidatos a prefeito       | Número | Coligação                               | Votação | Percentual |
| --------------------------- | ------ | --------------------------------------- | ------- | ---------- |
| Júlio Matos PL              | 22     | PL, PSL, Avante, Patriota               | 27.504  | 36,23%     |
| Eudes Sampaio PTB           | 14     | PTB, Solidariedade, Cidadania, PP, PROS | 20.725  | 27,30%     |
| Beto das Vilas Republicanos | 10     | Republicanos, PSD, PSB, PTC, PV         | 11.545  | 15,21%     |
| Jota Pinto PDT              | 12     | PDT, PT, DEM, PMB, PCdoB, REDE          | 9.262   | 12,20%     |
| Edson Junior MDB            | 15     | MDB, PMN                                | 6.450   | 8,50%      |